# Луј-Латуш Тревил
Луј-Латуш Тревил (3. јун 1745 – 30. август 1804) је био француски адмирал, учесник Америчке револуције, Француских револуционарних и Наполеонових ратова.

## Биографија
Рођен је у Рошфору у Француској. Учествовао је у Америчком рату за независност као командант линијског брода. Као командант булоњске флотиле одбио је 1801. године два Нелсонова напада. Фебруара 1802. године заузима Порт-о-Пренс. Јула следеће године Наполеон му поверава Средоземну флоту, а са њом и операције свих француско-шпанских поморских снага у склопу његовог плана за десант на Велику Британију. Умро је у току припрема.